# Clavulina puiggarii
Clavulina puiggarii är en svampart som först beskrevs av Speg., och fick sitt nu gällande namn av Corner 1957. Clavulina puiggarii ingår i släktet Clavulina och familjen Clavulinaceae.   Inga underarter finns listade i Catalogue of Life.